# 一切隨風
《一切隨風》是香港歌手張國榮的第二十四張錄音室專輯、第十七張粵語錄音室專輯，於2003年7月8日發行。這也是他最後一張錄音室專輯，於其去世後由環球唱片發行。

## 概述
2003年7月8日是张国荣的百日忌辰前一日，环球唱片公司推出了张国荣专辑《一切随风》。专辑上市的第一天在香港就创造了一分钟卖出一张的纪录，而张国荣的纪念网站则是充满了鲜花、蜡烛和“荣少”迷写给他的信。
《一切随风》收录了张国荣的10首歌，其中7首是从未发表的作品，而《玻璃之情》、《敢爱》、《红蝴蝶》和《我知你好》更是张国荣亲自作曲。由于这张大碟收录了张国荣7首遗作，原先有传闻说张国荣家人不满唱片公司未征得他们的同意而出碟，因此可能会申请禁令阻止这张专辑的推出。但是，《一切随风》仍如期面世。8日上午10時，唱片公司将歌曲送到三个电台。此碟未推出前，定单已超过5万张，环球唱片印了10万个唱片封套以应付市场需要。
开篇第一首《千娇百美》由林夕作词，写得頗具“夏威夷”風格，使用四个不同韵部。主打歌《玻璃之情》由林夕填词，歌词凄怨，描述一个人对爱情的怨恨，以玻璃来形容脆弱的爱。这首歌曲由张国荣作曲，这次他写的旋律不是《大热》的华丽，而是苍凉内敛平湖若镜。与《玻璃之情》的暗自神伤形成鲜明对照的是同样由张国荣作曲的《红蝴蝶》，歌曲前奏的钢琴声音仿佛带听众回到20世纪60年代的怀旧餐厅。这首歌曲的遣词也颇激动铿锵，“撇脱”、“余孽”、“恨断义绝”，这些入声词韵的使用正好表达歌中人不惜一切与旧爱一刀两断的决绝心态，可见作詞者周礼茂对一词一韵的运用甚是讲究。
《蝶变》是浪荡红尘内的磊落不羁，《随心》是看破世事后的警句箴言，《我知你好》是一首充满阳光的歌曲，给人一种很温暖的感觉，《敢爱》在张国荣的轻吟细唱之间都带出由衷的洒脱不群。《我知你好》由陈少琪填词，张国荣在录音室录制这首歌的时候，看见陈少琪写的词以后，觉得太负面，就要求陈少琪修改歌词，结果陈少琪把这首歌曲改成一首感激爱人的歌。
《挪亚方舟》是金帆奖的主题曲，旋律出色。《我》（国语版）是张国荣个人的内心剖白；至于翻唱的《I Honestly Love You》则给人甜丝丝的感觉。《我》由林夕填词，歌曲第一句“I am what I am”是张国荣指定要林夕填的，其灵感来源于20世纪70年代的法国电影《假凤虚凰》，张国荣要林夕填词的那句歌词“I am what I am”就是电影中的一首歌曲。
唱片公司用紫红色绒布来制造封套，代表张国荣送给歌迷的礼物，另外再以熨银字印刷。唱片上惟一的一张张国荣穿上西装的照片，是特别花了五位数港币向某报馆购买的，这张唱片成本比一般的唱片贵3倍。
2004年4月，这张专辑获得2003年IFPI唱片销量大奖十大销量广东唱片奖。

## 曲目列表
| 曲序     | 曲目                                            |                         | 作曲                    | 编曲        | 时长  |
| -------- | ----------------------------------------------- | ----------------------- | ----------------------- | ----------- | ----- |
| 1.       | 千嬌百美                                        | 林夕                    | C. Y. Kong              | C. Y. Kong  | 4:43  |
| 2.       | 玻璃之情                                        | 林夕                    | 張國榮                  | Daniel Ling | 4:45  |
| 3.       | 敢愛                                            | 黃敬佩                  | 張國榮、唐奕聰          | 唐奕聰      | 3:47  |
| 4.       | 随心                                            | 林夕                    | Davy Chan               | 吳國恩      | 3:44  |
| 5.       | 紅蝴蝶                                          | 周禮茂                  | 張國榮                  | 唐奕聰      | 3:25  |
| 6.       | 蝶變                                            | 林夕                    | 唐奕聰                  | 唐奕聰      | 3:35  |
| 7.       | 我知你好                                        | 陳少琪                  | 張國榮                  | 唐奕聰      | 4:20  |
| 8.       | 挪亞方舟                                        | 周禮茂                  | 張國榮                  | Adrian Chan | 3:50  |
| 9.       | 我（國語版）                                    | 林夕                    | 張國榮                  | 趙增熹      | 3:44  |
| 10.      | I Honestly Love You（原唱：Olivia Newton-John） | Peter Allen、Jeff Barry | Peter Allen、Jeff Barry | 趙增熹      | 3:52  |
| 总时长： | 总时长：                                        | 总时长：                | 总时长：                | 总时长：    | 39:44 |